# Reinhold Weegmann
Reinhold Weegmann, vollständig Gottlob Reinhold Weegmann, (* 30. April 1889 in Stuttgart; † 22. Januar 1963 in Herrenberg) war ein deutscher Maler und Radierer.

## Leben
Reinhold Weegmann besuchte die Stuttgarter Oberrealschule, an der er im Sommer 1907 das Abitur ablegte. Nach zwei Jahren Ausbildung an der Kunstgewerbeschule seines Heimatortes studierte er ab 1909 an der Stuttgarter Akademie der bildenden Künste. Hier wurde er Meisterschüler zweier Klassen, zum einen bei Robert von Haug, zum anderen bei Adolf Hölzel; als akademischer Lehrer wird auch Gustav Igler genannt. Von 1917 bis 1927 lebte er als freier Künstler in Stuttgart und heiratete die 1891 in Mannheim geborene Sängerin Anne Schmitt. Schon in dieser Phase habe Weegmann „europäisches Format“ erreicht und könne „in einem Zug mit Daumier“ genannt werden. Durch seine Auseinandersetzung mit der Wirkung von Licht und Raum kam er auch mit der Welt des Theaters in Kontakt. 1927 war er auf der Jubiläumsausstellung des Württembergischen Kunstvereins Stuttgart aus Anlass von dessen hundertjährigem Bestehen vertreten. Im selben Jahr wurde er an die Kunst- und Handwerkerschule in Danzig berufen, seine dortige Lehrtätigkeit musste er allerdings im April 1936 – offensichtlich aus politischen Gründen – wieder aufgeben, obwohl sich bereits 1934 der mit Weegmann befreundete NSDAP-Gaukulturwart des Gaus Württemberg-Hohenzollern Georg Schmückle gegenüber dem Gaukulturwart Danzig im Hinblick auf eine Festanstellung für ihn verwandt hatte. Anders als seine Frau, die der NSDAP bereits 1933 beigetreten war, ist Weegmann nie Parteimitglied geworden. Er kehrte nach Stuttgart zurück.
Seine dortige Wohnung wurde im Sommer 1944 bei einem Fliegerangriff zerstört. Dabei ging ein großer Teil seines künstlerischen Lebenswerkes, darunter mehr als 200 Radierplatten, viele Handzeichnungen und Arbeiten in Öl zugrunde. Daraufhin zog er sich mit seiner Frau nach Herrenberg zurück, wo er bis zu seinem Tode lebte. Versuche, eine finanzielle Wiedergutmachung wegen der aus politischen Gründen erlittenen Nachteile zu erlangen, scheiterten – nicht zuletzt wegen des von Weegmann erbetenen Einsatzes des NS-Funktionärs Schmückle.

## Ehrungen
- 1964: Ausstellung in der Stadthalle von Herrenberg zum Gedächtnis des Künstlers.